# Талладига (округ)
Таллади́га (англ. Talladega County) — округ в штате Алабама, США. Официально образован в 1832 году. По состоянию на 2010 год, численность населения составляла 82 291 человек.

## География
По данным Бюро переписи США, общая площадь округа равняется 1 968,402 км2, из которых 1 908,832 км2 суша и 62,160 км2 или 3,100 % это водоемы.

### Соседние округа
|           | Сент-Клэр | Калхун | Клиберн |  |
|           | север     | Клей   |         |  |
| Талладига |           | Клей   |         |  |
| юг        |           | Клей   |         |  |
| Шелби     | Куса      |        |         |  |

## Население
По данным переписи населения 2000 года в округе проживает 80 321 жителей в составе 30 674 домашних хозяйств и 21 901 семей. Плотность населения составляет 42,00 человека на км2. На территории округа насчитывается 34 469 жилых строений, при плотности застройки около 18,00-ти строений на км2. Расовый состав населения: белые — 67,02 %, афроамериканцы — 31,55 %, коренные американцы (индейцы) — 0,23 %, азиаты — 0,20 %, гавайцы — 0,02 %, представители других рас — 0,27 %, представители двух или более рас — 0,71 %. Испаноязычные составляли 1,01 % населения независимо от расы.
В составе 32,10 % из общего числа домашних хозяйств проживают дети в возрасте до 18 лет, 52,40 % домашних хозяйств представляют собой супружеские пары проживающие вместе, 15,20 % домашних хозяйств представляют собой одиноких женщин без супруга, 28,60 % домашних хозяйств не имеют отношения к семьям, 25,90 % домашних хозяйств состоят из одного человека, 10,60 % домашних хозяйств состоят из престарелых (65 лет и старше), проживающих в одиночестве. Средний размер домашнего хозяйства составляет 2,50 человека, и средний размер семьи 3,00 человека.
Возрастной состав округа: 25,00 % моложе 18 лет, 9,00 % от 18 до 24, 28,80 % от 25 до 44, 23,90 % от 45 до 64 и 23,90 % от 65 и старше. Средний возраст жителя округа 37 лет. На каждые 100 женщин приходится 95,70 мужчин. На каждые 100 женщин старше 18 лет приходится 93,50 мужчин.
Средний доход на домохозяйство в округе составлял 31 628 USD, на семью — 38 004 USD. Среднестатистический заработок мужчины был 30 526 USD против 21 040 USD для женщины. Доход на душу населения составлял 15 704 USD. Около 13,90 % семей и 17,60 % общего населения находились ниже черты бедности, в том числе — 24,70 % молодежи (тех, кому ещё не исполнилось 18 лет) и 18,20 % тех, кому было уже больше 65 лет.